# Агіла I
Агіла або Ахіла I (? — 554) — король вестготів у 549-554 роках.

## Життєпис
Походив з вестготської військової знаті. Про батьків немає відомостей. Брав участь у змові проти короля Теудігізела, після вбивства якого у 549 році його оголошено новим королем. Відомості про правління Агіли украй мізерні.
У перші роки після свого сходження на престол він намагався завоювати Кордову, куди у 550 році відправив військо. Це важливе місто все ще зберігало свою незалежність, хоча нічого не відомо ні про його історію, ні про його внутрішній устрій. За деякими відомостями там утаборилися прихильники нікейського сповідування. Готський напад закінчився поразкою військ Агіли. На поле бою, разом зі значною частиною армії, залишився син короля, і за деякими відомостями, в руки жителів Кордови потрапила навіть королівська скарбниця. Переможений Агіла I втік до Мериди.
У 551 в Севільї спалахнуло повстання, на чолі якого став Атанагільд. Спроба Агіли I придушити заколот, привела до поразки. Проте в наступних битвах король завдав поразок Атанагільдові. Останній звернувся з проханням про допомогу до візантійського імператора Юстиніана I. Хоча війна проти остготів в Італії ще не була завершена, візантійський імператор зважився втрутитися в іспанські події. Юстиніан I уклав з Атанагільдом договір, зміст якого залишається невідомим. Водночас в Каньабрії почалося потужне повстання на чолі з Аспідієм.
Візантійська військо під керівництвом Ліберія в 552 зайняло південне узбережжя Іспанії. Після цього війська Агіли I зазнали поразки, ворог захопив низку міст на узбережжі (Новий Карфаген та Малагу, Гібралтарську протоку) і всередині країни, до 554 року зайнявши усю Бетіку. Того ж року короля було вбито в Мериді під час повстання вояків, його колишні прихильники приєдналися до Атанагільда, який незабаром сам став королем.

## Характер
Григорій Турський характеризує його негативно, стверджуючи, що його панування лягло важким тягарем на народ.